# Robert Meeuwsen
Robert Meeuwsen, född 21 mars 1988 i Nieuwegein, är en nederländsk beachvolleybollspelare.
Meeuwsen blev olympisk bronsmedaljör i beachvolleyboll vid sommarspelen 2016 i Rio de Janeiro.